# Тун (Тенеси)
Тун (енгл. Toone) град је у америчкој савезној држави Тенеси.

## Демографија
По попису из 2010. године број становника је 364, што је 34 (10,3%) становника више него 2000. године.
| Група             | 2000.       | 2010.       |
| Белци             | 215 (65,2%) | 229 (62,9%) |
| Афроамериканци    | 113 (34,2%) | 124 (34,1%) |
| Азијати           | 0 (0,0%)    | 0 (0,0%)    |
| Хиспаноамериканци | 1 (0,3%)    | 6 (1,6%)    |
| Укупно            | 330         | 364         |